# Sierra Leone
La Sierra Leone, ufficialmente Repubblica della Sierra Leone (in inglese Republic of Sierra Leone, in krio Salone), è uno Stato dell'Africa occidentale, sulla costa dell'oceano Atlantico. Confina con la Guinea a nord e a est, e con la Liberia a sud-est. La vicenda della liberazione degli schiavi rimasti nei territori della Sierra Leone è stata ricordata nel nome della capitale Freetown, "città libera".

## Storia
Lo Stato della Sierra Leone fu venduto nel 1788 da un re indigeno all'Inghilterra,e quindi divenne subito colonia inglese. La vendita era stata fatta con uno scopo ben preciso, quello di dare rifugio agli africani senza patria e agli schiavi liberati.
Come colonia della Corona britannica ebbe un governatore incaricato di nominare un Consiglio esecutivo assistito da un Consiglio legislativo. La legge inglese si applicò con le modifiche richieste dalla situazione ambientale. La colonia fu divisa in due province, ciascuna presieduta da un commissario europeo. Ogni commissario ebbe l'incarico di dirimere tutte le questioni di una certa rilevanza, lasciando quelle di minore peso ai capi indigeni, responsabili di appositi tribunali.
La colonizzazione ebbe inizio e, dopo una serie di fallimenti, nel 1791 si costituì una compagnia, che nel 1807 cedette tutti i diritti alla Corona inglese. Nel 1872 anche la regione di Falaba passò sotto protettorato inglese.
Nel 1898 ci fu una ribellione degli indigeni contro gli inglesi, ma anche contro gli africani europeizzati; fu domata e tutto tornò sotto il controllo dei colonizzatori.
Nel 1904 le isole di Los furono cedute alla Francia. Lo sviluppo dell'esplorazione portò nel 1926 alla scoperta di alcuni giacimenti di platino, di ematite e di oro, e se ne avviò subito lo sfruttamento. La zona degli altipiani interni risultò la più ricca di minerali, specialmente diamanti.
Alla fine della seconda guerra mondiale il Regno Unito cominciò in tutte le sue colonie africane una politica di preparazione all'autonomia e lo fece a tappe nel 1946, nel 1951 e nel 1956. L'intento era quello di formare Stati a sé stanti, ma sempre membri del Commonwealth. Ciò avvenne anche in Sierra Leone e nel 1958 si costituì un Ordine del Consiglio, che portò il Consiglio Esecutivo a essere formato interamente da africani.
L'Assemblea dei rappresentanti si formò con 51 membri eletti più due nominati dal governatore. Piano piano molte vertenze, prima sottoposte al giudizio del governatore, passarono nelle mani dei commissari distrettuali indigeni, e ciò per abituare gli africani ad assumersi le responsabilità amministrative, che sarebbero state seguite da quelle politiche.
Il 16 marzo 1961 il premier britannico accolse nel Commonwealth la Sierra Leone come membro indipendente, a partire dal successivo 27 aprile. Nell'ottobre dello stesso anno anche le Nazioni Unite promossero l'ammissione della Sierra Leone.
Il governo del giovane Stato fu, all'atto della sua indipendenza, retto da una coalizione, United Front, presieduta dal conservatore Milton Margai, esponente del Sierra Leone People's Party: governatore generale come rappresentante della Corona britannica, e quindi capo dello Stato, fu l'africano Henry Josiah Lightfoot Boston, mentre l'opposizione fu guidata da Siaka Stevens, capo dell'All People's Congress.
Nel 1964 alla morte di Margai, il governo passò nelle mani del fratello Albert con risultati disastrosi, in quanto egli applicò un regime totalitario e inefficiente, e ciò fece lievitare il partito d'opposizione. Nelle elezioni del marzo 1967 il partito di governo perse la maggioranza e mentre Stevens si apprestava ad assumere il potere, si verificò un colpo di Stato militare promosso da D. Lansana. I partiti furono aboliti, la Costituzione fu sospesa; ne nacque il "Consiglio Nazionale Riformatore" capeggiato dal colonnello T. A. Juxson-Smith, che assunse l'incarico con la promessa di restaurare in breve tempo il governo civile. Non essendosi ciò verificato ancora nel 1968, un altro comando militare intervenne e mise Stevens nelle condizioni di formare il governo. Quindi il Sierra Leone People's Party passò all'opposizione.
Contrasti, disordini, antagonismi tribali e regresso nell'economia furono le ragioni per dichiarare lo stato d'emergenza, che cominciò nel novembre 1968 e si chiuse nel febbraio 1969. Nel 1970 ritornarono le difficoltà, si formò un altro partito di opposizione, l'Union Democratic Party che ebbe vita breve e poi ancora si tornò allo stato d'emergenza.
Dopo alcuni colpi di Stato e attentati falliti, il 19 aprile 1971 fu proclamata la Repubblica, Stevens presidente, S.I. Koroma premier, capitale Freetown.
Alle elezioni del maggio 1973 partecipò il partito di Stevens come partito unico. Fu portata una variazione alla Costituzione, per cui la carica di Koroma fu divisa in due parti: quella di vicepresidente e quella di primo ministro, ed egli mantenne la prima per poter poi eventualmente succedere al presidente. Tenne però anche il Dicastero delle Finanze. Primo Ministro divenne C. A. Kamara.
Le elezioni del 1977 furono vinte dall'All People's Congress e nel marzo 1978 fu dichiarato partito unico, sotto la cui ala confluirono, al governo di unità nazionale, anche esponenti di altri settori.
Per la politica estera, alla fine degli anni 1970, la Sierra Leone, dopo aver abbandonato la sua ideologia filo-occidentale, strinse rapporti di amicizia e di cooperazione con i Paesi comunisti. Prima fra tutti la Cina popolare che si impegnò a costruire opere pubbliche e a elargire aiuti; poi la Libia, che divenne il principale fornitore di petrolio, e la Liberia.
Ma sopraggiunsero anni d'instabilità e disordini. Nel 1981 fu nuovamente necessario ricorrere allo stato d'emergenza, che durò fino al 1985, quando Stevens si dimise (morì poi nel 1989). Nel ritirarsi dalla politica egli, disattendendo le aspettative del vicepresidente, nominò come suo successore il generale J. S. Momoh, che fu eletto presidente nell'ottobre 1985 a suffragio universale ed entrò in carica a novembre. Pur essendo militare, al governo nominò ministri civili.
Nel 1987 ci fu un tentativo di colpo di Stato per opera del vicepresidente Francis Minah, che fu condannato a morte.
Nel 1991 fu introdotto il multipartitismo. Il 30 aprile 1992 ancora un colpo di Stato di giovani ufficiali fu elaborato dal capitano V. E. M. Strasser, diventato il più giovane capo di Stato al mondo, dato che prese il potere tre giorni dopo il suo 25º compleanno. Il governo fu guidato da un Consiglio Supremo dello Stato e da un Consiglio di Segretari di Stato, misti tra civili e militari. Strasser nel 1993, formando il nuovo governo, promise il ritorno alla democrazia entro tre anni.
Ma ciò non si verificò, perché il Paese continuò a essere dilaniato da violenze di ogni tipo. Strasser dovette combattere contro il Fronte Rivoluzionario Unito (R.U.F), che dopo aver sostenuto la guerra civile accanto ai guerriglieri liberiani nel loro Paese, ora stava turbando la vita politica in casa propria, con molte azioni delittuose, fra cui il saccheggio delle miniere di diamanti, unica vera fonte di ricchezza della Sierra Leone.
Questi ribelli, nel corso della prima metà del 1995, erano pericolosamente avanzati fino a pochi chilometri dalla capitale. Moltissimi abitanti abbandonarono le loro case e fuggirono, ma molti altri subirono una vera e propria strage.
Nel giugno del 1995 le forze armate del Paese, insieme con mercenari sudafricani di Executive Outcomes e alle forze militari nigeriane e guineane, sferrarono un forte contrattacco e riuscirono a debellare i guerriglieri e a ricacciarli nelle zone di confine con la Liberia.

## Geografia
La Sierra Leone confina a nord e a est con la Guinea, a est e a sud-est con la Liberia ed è affacciata a sud sull'oceano Atlantico.
Il territorio è formato da una vasta pianura costiera profonda circa 100-150 km e lunga oltre 300 km, piatta e paludosa in prossimità della costa atlantica, nonché costellata da lagune. Essa si eleva leggermente verso l'interno formando morbide colline e altipiani modellati nelle rocce cristalline antiche (Paleozoico) del basamento continentale, per innalzarsi nella sezione nord-orientale, al confine con la Guinea, con rilievi ben delineati che raggiungono la massima altezza nei 1945 m dei monti Loma. La bassa fascia costiera è orlata da numerose isole e da parecchie articolazioni, tra le quali la più ampia è la penisola su cui sorge la capitale Freetown.
La rete idrografica è costituita da fiumi che scendono dai versanti del Fouta Djalon (Great Scarcies, Little Scarcies), dai rilievi guineani (Rokel, Moa, Mano, Morro) e dai monti Loma (Jong, Sewa) in direzione nord-est/sud-ovest, interrotti da frequenti cascate in prossimità della pianura che ne impediscono l'utilizzazione come vie di comunicazione.
Il clima, fortemente condizionato dalle precipitazioni, è di tipo tropicale caldo umido (sub-equatoriale), caratterizzato da due stagioni. La stagione estiva delle piogge va da aprile a novembre con abbondantissime precipitazioni che superano i 3000 mm annui (più copiose sulla costa, dove raggiungono i 4000 mm annui) e che termina con violenti uragani provocati dal monsone estivo di sud-ovest. La stagione invernale secca è più breve, ritmata dall'harmattan, vento caldo e asciutto che soffia dal continente verso il mare. Le temperature massime sono molto elevate e costanti (mediamente sui 30 °C, mentre in estate superano i 35 °C), caratterizzate da una forte umidità che rende le condizioni di vita molto disagevoli e che si attenua solo sui rilievi interni.
La foresta pluviale sempreverde, la cui presenza è motivata dal clima caldo umido, ricca di specie vegetali e animali, si è ridotta al 4% della superficie a causa dell'intenso sfruttamento cui è stata soggetta; è stata sostituita con terreni coltivati. La savana a carattere arborato, con i tipici baobab, karité, acacie e palme da olio, è diffusa nella fascia più interna dove vivono i più tipici rappresentanti della grande fauna selvatica africana. Lungo i fiumi la vegetazione è costituita da foreste a galleria, mentre nelle zone costiere prevalgono formazioni di mangrovie.

## Società
Nel rapporto sullo sviluppo umano dell'ONU del 4 novembre 2010, la Sierra Leone risulta alla 180ª posizione al mondo su 187 (Stati con ISU basso) relativa all'Indice di sviluppo umano.

### Demografia

Andamento della popolazione sierraleonese dal 1950 al 2020

La Sierra Leone è uno degli Stati africani con la più alta densità di popolazione, le stime parlano di otto milioni di abitanti; la cifra è approssimativa a causa dell'alto numero di profughi della guerra civile.

### Etnie

Distribuzione geografica dei principali gruppi etnici in Sierra Leone

La popolazione è divisa in varie etnie, per lo più appartenenti al ceppo sudanese. I due gruppi etnici più numerosi sono i Temne, che rappresentano il 35,4% della popolazione, e i Mende, con il 30,8%. Seguono Limba (8,8%), Kono (4,3%), Kuranko (4%), Fulani (3,8%), Mandingo (2,8%), Loko (2%), Sherbro (1.9%), Creoli (1,2%), altri (5%). I creoli sierraleonesi, chiamati anche Krio, sono i discendenti dei colonizzatori europei e degli schiavi africani liberati rientrati dall'America nell'Ottocento.

### Mortalità
La Sierra Leone ha anche uno dei più alti tassi di mortalità infantile della Terra (77‰).

### Lingue
La lingua ufficiale della Sierra Leone è l'inglese, il cui uso è però limitato a una minoranza più colta. La lingua principalmente usata nel nord del Paese è il temne, mentre nel Sud si parla prevalentemente il mende. Il krio, un misto di inglese e creolo, è la lingua usata da circa il 10% della popolazione anche se è capita dalla quasi totalità dei sierraleonesi. Sono in uso anche dei dialetti sudanesi parlati dalle tribù dei temné e dai mende.

### Religioni

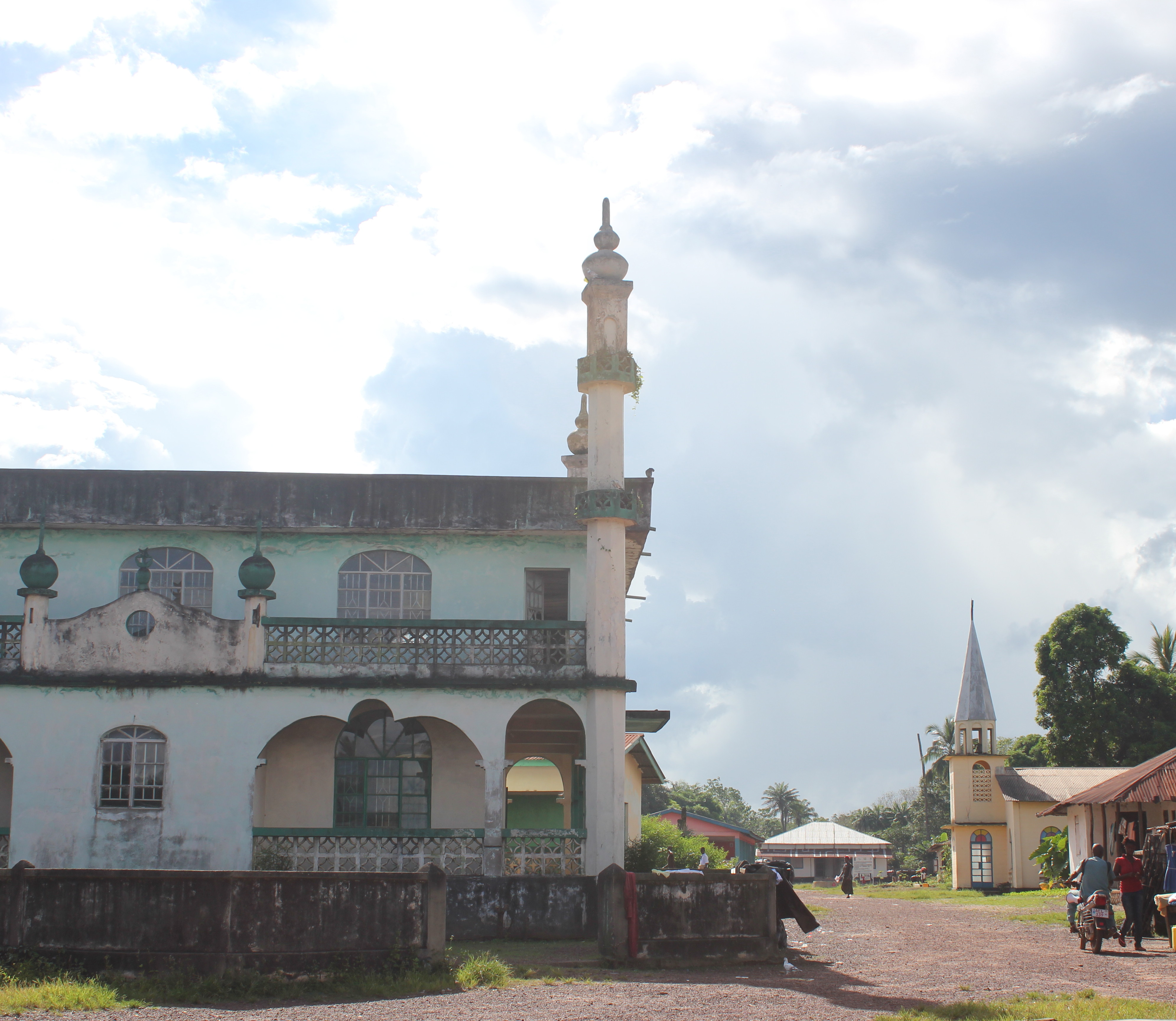
Una moschea e una chiesa vicine in Sierra Leone

La religione dominante è l'islam, praticata da circa il 60% della popolazione. I cristiani sono il 30%, mentre il restante 10% è legato a religioni animiste locali. Non mancano poi compenetrazioni tra le religioni rivelate e i tradizionali culti tribali.
- Musulmani 60%
- Cristiani 30%
- Animisti 10%

## Ordinamento dello Stato

### Suddivisioni amministrative

Province della Sierra Leone

La Repubblica della Sierra Leone amministrativamente è suddivisa in province, che a loro volta si suddividono in distretti, che a loro volta si suddividono in Chiefdom.
Attualmente sono state istituite quattro province, anche se una di queste è denominata Area Occidentale, e al di sotto di queste quattordici distretti, due dei quali afferenti l'Area Occidentale.

### Città principali
| Città    | Popolazione |
| -------- | ----------- |
| Freetown | 1 070 200   |
| Kissy    | 405 734     |
| Kenema   | 328 539     |
| Bo       | 189 297     |
| Koidu    | 157 800     |
| Makeni   | 148 900     |

Altre importanti città sono Kailahun, Port Loko, Kabala, Moyamba, Kambia, Magburaka e Bonthe.

## Politica
La Sierra Leone elegge a livello nazionale un Capo di Stato, il Presidente, e il Parlamento. Il Presidente è eletto per cinque anni dal popolo. Il Paese ha un sistema multipartitico, con due o tre partiti più forti più un altro di minor successo.

## Istruzione

### Università
L'Università della Sierra Leone è stata fondata nel 2005 .

## Economia
In Sierra Leone dominano le industrie estrattive (ferro, bauxite e soprattutto diamanti), nonostante la presenza di scambi commerciali d'altro genere (palma da olio). Le prospettive economiche si basano sulla risorsa che finora ha più influito in negativo sulle vicende del Paese: i diamanti. Il governo ha già dato in concessione alcune aree per l'estrazione delle pietre preziose, sperando così di migliorare la bilancia commerciale e poter destinare buona parte degli introiti alla ricostruzione del Paese. Pare però che questa risorsa cominci a scarseggiare; molti cercatori di diamanti lamentano infatti una scarsa presenza del minerale e lo Stato ha fatto delle ricerche per verificarlo.
Al 2022 circa la metà degli 8 milioni di abitanti vive al di sotto della soglia di povertà.

## Ambiente
La regione costiera, formata da paludi di mangrovie, spiagge e isole, è pianeggiante, con l'eccezione della penisola di Freetown lunga 40 km - uno dei rari luoghi dell'Africa occidentale in cui i monti si ergono in prossimità del mare - dove alcune alture raggiungono i 600 m. L'entroterra si presenta come un altopiano ondulato, coperto di foreste e intensamente coltivato. Nella regione nord-orientale sorge la catena delle Loma Mountains, cui appartiene il Monte Bintumani, che con i suoi 1945 m di altezza è una delle vette più elevate dell'Africa occidentale.
Durante la guerra molte specie tipiche della Sierra Leone sono state uccise o trasferite in regioni più tranquille, ma sono rimasti coccodrilli, scimpanzé, bonghi, bufali, ippopotami, elefanti e leoni, che si stanno lentamente riprendendo (soprattutto i primati). L'avifauna è molto più ricca e pappagalli cenerini, turachi azzurri giganti, buceri guancebrune, civette pescatrici rossicce e prinie della Sierra Leone sono soltanto alcune delle oltre 650 specie registrate. Nei mesi di ottobre e novembre è possibile avvistare qualche megattera al largo della penisola di Freetown.
Il governo ha istituito 21 parchi e riserve naturali, che coprono il 4% del territorio nazionale, ma in pratica si fa ben poco per proteggere queste aree. Il Tiwai Island Wildlife Sanctuary è uno dei luoghi migliori di tutta l'Africa occidentale per l'avvistamento di primati, mentre l'Outamba-Kilimi National Park è l'ideale per osservare i grandi mammiferi. L'ultima foresta pluviale vergine rimasta in Sierra Leone si estende sulle Gola Hills nel Sud-est del Paese, e sono in molti a sperare che l'attuale Gola Forest Reserve, dimora di molti scimpanzé, sia dichiarata parco nazionale. Grazie al fatto di trovarsi in una zona remota del Paese, la foresta pluviale d'altura della Loma Mountains Forest Reserve, che circonda il Monte Bintumani, è ancora in gran parte incontaminata. Gli appassionati di birdwatching frequentano la Kambui Hills Forest Reserve, nei pressi di Kenema, per l'avvistamento quasi garantito del picatarte collobianco.
La maggior parte delle foreste originarie della Sierra Leone è stata distrutta per ricavarne legname, per estrarre minerali o a causa di pratiche agricole insostenibili, e oggi ne rimane soltanto il 5%. L'impatto della popolazione, aggravato dal ritorno dei rifugiati, minaccia il poco che resta. Il rapido sviluppo sulle alture che circondano Freetown ha cominciato a causare inondazioni nella parte sottostante. L'estrazione di diamanti sta inquinando il fiume Sewa e l'estrazione dell'oro sta lentamente prosciugando il lago sacro di Sonfon.

## Cultura

### Scultura
Tra le attività artistiche tradizionali più diffuse vi è la scultura, come evidenziato dalle statuette in steatite di vario stile e di varie epoche, anche antiche, rinvenute grazie a scavi e ricerche. Si tratta di figure umane inginocchiate, sedute o a cavallo, caratterizzate dalle mani che sostengono il volto e talvolta dalla presenza di armi e scudi. Presso i mende è storicamente rilevante l'utilizzo di maschere, come il bundu, una sorta di casco contraddistinto dal viso femminile scolpito sul retro.

### Musica
- Artie 5ive

- Asadata Dafora
- Peter Kai Kapindi

### Letteratura
- Ishmael Beah (scrittore)
- Mariatu Kamara (scrittrice e attivista)
- Aminatta Forna (scrittrice scozzese-sierraleonese)

### Cinema
- Il film Blood Diamond con Leonardo DiCaprio è ambientato in Sierra Leone.
- Il film Amistad diretto dal regista Steven Spielberg è ambientato in parte in Sierra Leone.

### Danza
- Nel 1963 fu fondata la Compagnia Nazionale di Danza.[11]

## Sport

### Calcio

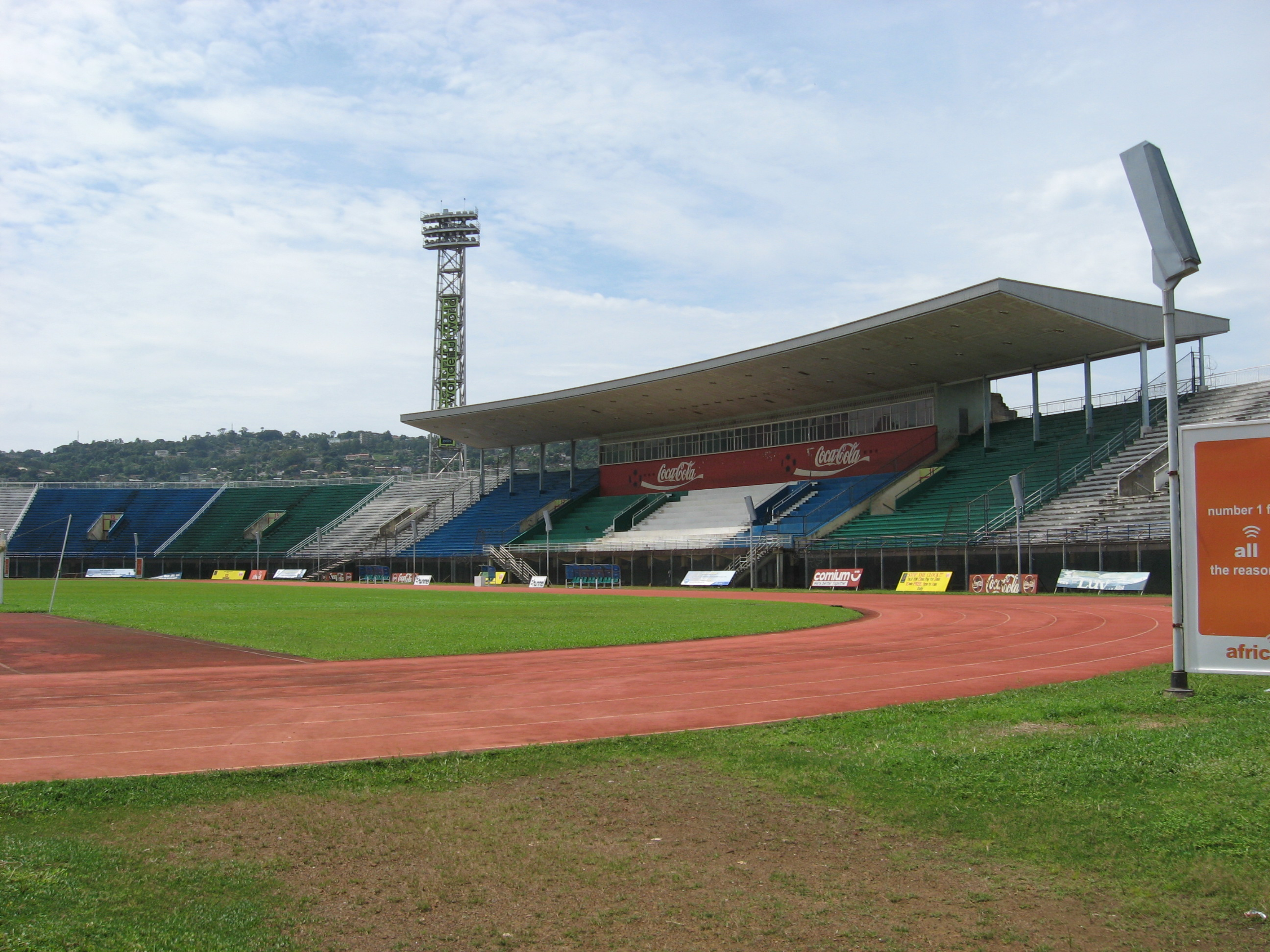
National Stadium a Freetown

I calciatori più rappresentativi della Sierra Leone:
- Mohamed Kallon (ex calciatore di Cagliari, Inter e Monaco, attualmente è allenatore)
- Kewullay Conteh
- Rodney Strasser (ha giocato in Italia dal 2008 al 2015)
- Kei Kamara (terzo miglior marcatore di sempre della Major League Soccer statunitense)

La rappresentativa calcistica della Sierra Leone è la Nazionale di calcio della Sierra Leone, ha partecipato a tre edizioni della Coppa d'Africa, entrambe concluse al primo turno. Invece non ha mai disputato la fase finale della Coppa del Mondo. La nazionale è posta sotto l'egida della Federazione calcistica della Sierra Leone (Sierra Leone Football Association, SLAFA).

## Festività e tradizioni
Le festività celebrate in Sierra Leone sono Capodanno, Pasqua, Festa dell'Indipendenza, Anniversario della Rivoluzione, Natale e Boxing Day (Santo Stefano). Si festeggiano anche le principali ricorrenze islamiche. Il lunedì di Pasqua, sulle spiagge di Freetown, si festeggia il Kite-Flying Day, il giorno nazionale degli aquiloni.

### Cleaning Day
Fino a qualche anno fa, l'ultimo sabato di ogni mese nelle maggiori città si teneva il Cleaning Day, giornata dedicata alla pulizia della città. A ognuno era assegnato un tratto di strada e chi veniva trovato a non fare nulla poteva essere multato con sanzioni fino a 130 dollari.

### Ricorrenza nazionale
- 27 aprile: Independence Day: si celebra l'indipendenza dal Regno Unito, nel 1961.